# Black and Blue (Uh Huh Her EP)
Black And Blue segundo EP de Uh Huh Her, lanzado en 2011
Tracks
1. "Black And Blue" - 3:18
2. "Never The Same" - 3:33
3. "Philosopher" - 3:31
4. "I've Had Enough" - 3:31
5. "Fascination" - 3:01
6. "No Sacrifice" 3:40

## Videoclips
- "Black And Blue" (2011)

- Datos: Q2085644